# Ilha de Mármara
Mármara ou Proconeso (em turco:  Marmara Adası, em grego:  Προκόννησος) é uma ilha da Turquia situada no Mar de Mármara. É a maior ilha neste mar, e administrativamente pertence à província de Balıkesir. É acessível por ferribote a partir de Istambul e por barcos a motor a partir de Tekirdağ e Erdek.
O seu nome provém do grego antigo μάρμαρον (marmaron) e depois de μάρμαρος (marmaros), "rocha cristalina", "pedra brilhante", talvez do verbo μαρμαίρω (marmairō), "brilhar", pois a ilha é famosa pelo seu mármore.
Sob o nome Proconeso (Proconnesus) é uma sé titular da Igreja Católica. Esta sé está presentemente vaga.
Proconeso foi sede do arcebispado das ilhas na época bizantina. A ilha foi lugar de exílio, em especial para religiosos: Estêvão, o Jovem em 754, o patriarca Miguel I Cerulário em 1058, o patriarca Arsénio I em 1264 são alguns dos exilados na ilha.
No final da Primeira Guerra Mundial a ilha era quase exclusivamente habitada por gregos ortodoxos. Foi, pelo Tratado de Lausanne, um dos territórios envolvidos na troca de populações entre a Grécia e a Turquia